# Канеллі
Канеллі (італ. Canelli, п'єм. Canèj) — муніципалітет в Італії, у регіоні П'ємонт,  провінція Асті.
Канеллі розташоване на відстані близько 470 км на північний захід від Рима, 65 км на південний схід від Турина, 21 км на південь від Асті.
Населення — 10 604 особи (2014).
Щорічний фестиваль відбувається 21 грудня. Покровитель — San Tommaso apostolo.

## Демографія
Населення за роками:

Станом на 1 січня 2023 року в муніципалітеті офіційно проживало 1612 іноземців з 64 країн, серед них 485 громадян країн Євросоюзу та 8 громадян України.

## Сусідні муніципалітети
- Буббіо
- Каламандрана
- Калоссо
- Кассінаско
- Лоаццоло
- Моаска
- Сан-Марцано-Олівето
- Санто-Стефано-Бельбо